# Alejandro Rojas Téllez
Alejandro Rojas Téllez (Santiago, 19 de junio de 1958) es un director de cine de animación chileno, conocido por los largometrajes Ogú y Mampato en Rapa Nui y Papelucho y el Marciano.
Es licenciado en Arte de la Universidad Católica de Chile, donde es creador y profesor titular de la cátedra de dibujo.

## Biografía
Desde 1990 ha sido profesor jefe de los talleres de dibujos animados de Cineanimadores, empresa fundada junto con Juan Diego Garretón. Además, realizó anuncios publicitarios de animación para empresas chilenas, argentinas, canadienses, españolas y estadounidenses. En 1997 participó en las campañas de la Unicef por los derechos de los niños para las que creó y donó dos cortometrajes animados.
En 2002 estrenó su primer largometraje, Ogú y Mampato en Rapa Nui, basado en los personajes e historietas del dibujante Themo Lobos popularizados en la revista Mampato. El filme animado fue bien recibido por el público y la crítica, y obtuvo reconocimientos en Chile y en el extranjero. Asimismo, fue elegido para representar a Chile en la categoría de mejor película extranjera de los premios Óscar. En 2003 ganó el premio Apes al mejor director. En 2007 estrenó Papelucho y el Marciano, basado en la novela homónima de la escritora Marcela Paz.

## Filmografía
- Ogú y Mampato en Rapa Nui, 2002
- Papelucho y el Marciano, 2007